# 麦本三歩の好きなもの
『麦本三歩の好きなもの』（むぎもとさんぽのすきなもの）は、住野よるによる日本の長編小説（短編集）。

## 概要
住野よるの6作目の小説。図書館勤務の20代女子「麦本三歩」を主人公とした日常小説。住野よるの作品としては初めての短編集で12本の短編が掲載されている。住野はTwitter上で「自作品の登場人物の誰かになれるとしたら、僕は麦本三歩になりたい」と発言している。
住野作品の表紙はこれまで全てイラストが使われてきたが、この作品では初めて写真が使われた。三歩役のモデルはBiSHのモモコグミカンパニー、撮影は外林健太が担当。
2020年1月10日に発表された、丸善、ジュンク堂書店、文教堂等の販売データをもとに集計した｢2019年 二十歳（はたち）が一番読んだ小説ランキング｣で2位となった。

## ストーリー
麦本三歩は図書館で勤務している。ぼうっとしていて、天然っぽい行動で、図書館では先輩たちにマスコット的に可愛がられ、穏やかな性格であるが、時には怒り、時にはふと大学時代の男友達に電話をしてちゃかし、時には友人の不幸の話に触れて静かに涙をながす。時には一緒に旅行に行った友達の幸せを祈る。彼氏と別れたら泣いて、でも彼氏のいない休日に身軽さを感じる。そんな特別なことは何も起こらない三歩のなにげなく愛おしい日常の物語。
「麦本三歩は君が好き」
三歩は、大学時代の男友達に誘われ、水族館にデートに行った。その際の食事で男友達が食べ物の二割を残すダイエット法を実践していること知り「今度から最初に残す二割ちょうだい」と話した。その男友達がデート後に突然三歩の腕を跡がつくほど強くつかみ「死のうとしたんだ、んで、失敗した」と三歩に打ち明ける。三歩は「死んでもいいよ」と彼に伝える。そして「君がどれだけボロボロになっても、なんにもなくなっても、君が死んだとしても、君を好きなままの私が、少なくともいるから、安心して、生きてほしい」とつなげた。その後、彼は会社を辞め、彼から三歩に改めて報告と謝罪のメールがきたとき三歩は「次は、二割を私にちょうだい」と一文だけのメールを返した。
「麦本三歩はファンサービスが好き」
麦本三歩は「麗しき友人」と温泉旅行に行く。麗しき友人は編集者をしており、担当の小説家との関係に疲弊していた。三歩と友人は温泉宿でお酒を飲み、友人は「ちょっと休憩」といって眠りについてしまう。三歩はぐっすり寝ている友達のことを考えていた。すべては曖昧な記憶だったけど、一つだけ、特別な記憶があり、それは自分が彼女のファンだと思った瞬間だった。大学時代同じ学科の男達がバイトや企業の採用にも容姿が関係あるらしいという話をしていた。そして友人に対し「そういうのに苦労しなそう」と投げかけた。その時、友人は「そうだったらいいな、私自分の顔を武器だと思っているから」と述べ、その瞬間に三歩は友人関係であるとともに一ファンになった。だけど、三歩は、友人がその顔でよい思いばかりしていないことを知っている。持つ者だけがただ得をするだけでなく、大きな荷物を持って歩かないといけないんだということを友人を通して学んだ。そんな事を考えている時に、テーブルに置いてあった友人のスマホが鳴る。つい、そのスマホの画面をみてしまうと、友人が担当している作家からだった。三歩は友人が起きないように声を潜めながらスマホに向かって「友人のことを好きになってほしい、親友からのお願いです」と語りかける。翌早朝、友人と再度温泉に入り、友人は仕事へと向かう。友人は別れ際「三歩のファンサのおかげで元気になった」と言い、「私のファンなの？」と問う三歩に「ファンだよ」と答える。いったい自分は何のファンサをしてあげたのだろうと考えながら帰路につき、家についた三歩はメールをチェックする。そこには友人からのメールがきており、「本当にありがとう！三歩も体に気を付けて、親友からのお願い。」とあった。昨日からずっと友人の心労を心配していた心根の良いはずの三歩だったが、最後の最後で「先生寝たふりをするあの子を懲らしめてあげてください」とちょっとだけ思った。
「麦本三歩はモントレーが好き」
理由はないが、仕事にいきたくなさがいつもの比でなかった三歩は仕事をサボってしまう。仕事をサボった三歩は本屋にいるところを三歩が心の中で「おかしな先輩」と呼んでいる図書館の先輩に目撃されてしまった。もともと罪悪感があった三歩はおかしな先輩にみんなに事実を伝えるべきか相談する。先輩は当初「反省しているなら別に悩まなくていいじゃん」という投げやりな返答だったが、「自分で自分に引いているという」という三歩に「自分は三歩が図書館に入った時からずっとひいている」、「三歩のことが嫌いだ」と答える。そして「三歩のことが好きでないけど、もしいつか三歩のことを好きになり始めたタイミングを聞かれたら、あの日だと答えるよ」と先輩は話す。先輩は「三歩だから許される」、「三歩だから仕方がない」とされてきたこと「それがずるい」と話す。三歩を天然系なようなものだと思っていたと。三歩もその言葉を聞いて「三歩だから仕方がないという言葉は、自分だけがひいきされているということ」に気づいた。そして先輩は「だけどズルいことを自覚的にできるんだと安心した」と話す。三歩はそれに対し、「先輩だって変な人だからって許されている部分があるじゃないですか」と言い返す。それはムッとしたからやり返したかっただけの純粋な仕返しであったけれど、先輩は軽くうなづいて「そうだろうね」と三歩の主張を認めた。先輩は「三歩みたいに世間知らずで抜けていたり、そういうスレていない人間の価値観で、まるでスレながら一生懸命生きている大人たちが間違っているような印象を与える人が嫌いだと話し、少なくとも自分はそれを自覚して生きている人が好きだ」と話す。だから先輩は「三歩がズルいことを自覚してできる人間」だと分かったことに少しだけの好意を抱いた。その後、距離があった三歩と「おかしな先輩」の距離は少し近くなり、お互いに「おかしな先輩」、「物覚え悪い子」と言い合うそんなやりとりをする仲になる。そして三歩は「自分を三歩として扱いだしてくれている先輩は、自分に無関心ではない、ならばあとは好きになってもらうだけ」と図書館での目標をたてる。そしてそれが叶ったときに心からのドヤ顔で「私は、三歩としてあなたに出会えて良かった」と言ってやろうと思う。

## 登場人物
麦本三歩（むぎもとさんぽ）
20代女性。本とブルボンのお菓子とチーズ蒸しパン、radikoが好き。人からは「ぼうっとしている」「食べすぎ」「おっちょこちょい」と言われているが本人は納得していない。ニューバランスのスニーカーを愛用している。
優しい先輩
三歩の良き話し相手であり、三歩をマスコット的に可愛がっている。常に笑顔でよく笑い優しいが、本を大切にしない学生に対しては毅然と怒り、優しいだけない面も三歩に見せる。
怖い先輩
新潟県柏崎市出身。日々、バッグヤードで三歩を注意している、時にチョップをする。三歩のためにブルボンバームロールを控室に補充しておくなど、実際は三歩の天然っぽい部分が可愛くて仕方がない。しかし、仕事は仕事と割り切り厳しく接している。
おかしな先輩
三歩は先輩の何を考えているか良くわからない距離感にいつも戸惑っている。いつも笑顔でいろいろな事を教えてくれた普通に良い先輩だったが、「三歩だから仕方がない」というような天然だからと、スレてない人間の価値観でスレながらも一生懸命生きている大人の価値観が間違っているように映す三歩のような人間が嫌いで、実は三歩をよく思っていなかった。三歩が仕事をズル休みしたことで、自覚的にズルができる天然ではない人間だと三歩の印象を改め、三歩との関わり方を少しずつではあるが変えていく。
麗しき友人
三歩が二人きりで旅行に誘えるレベルで仲が良く、同じ部屋に泊まるから女性が良いであろうと考える2人の友人うちの1人。編集者で多忙。担当の小説家小楠先生とは同い年で同性のため、よくケンカもしている。美しい容姿をしているが、三歩は彼女と友達になることによって、持つ者がただ得をするだけでなく、大きな荷物を持って歩かないといけないんだということを学んだ。

## 書誌情報

### 単行本
1. 麦本三歩の好きなもの（2019年3月5日、幻冬舎、ISBN 9784344034358）
2. 麦本三歩の好きなもの 第二集（2021年2月25日、幻冬舎、ISBN 9784344037564）
3. 麦本三歩の好きなもの 第三集（2025年6月11日、幻冬舎、ISBN 9784344044425）

### 文庫本
1. 麦本三歩の好きなもの 第一集（2021年1月14日、幻冬舎文庫、ISBN 9784344430525）
2. 麦本三歩の好きなもの 第二集（2023年1月13日、幻冬舎文庫、ISBN 9784344432611）

## 漫画
須藤佑実による作画でcomicブースト（幻冬舎コミックス）にて、2020年1月10日よりコミカライズが連載された。

## CD
| 発売日        | タイトル                              | 規格品番  | 収録曲 | 備考                                |
| ------------- | ------------------------------------- | --------- | --- | ----------------------------------- |
| 2021年2月25日 | 住野よる監修CD 『麦本三歩の好きな音』 | UPCH-2213 | 1. RHYMESTER「Kids In The Park feat. PUNPEE」 2. ドミコ「こんなのおかしくない?」 3. 空きっ腹に酒「FLOW」 4. The Mirraz「アスファルテームの味がする」 5. スチャダラパー「サマージャム'95」 6. MOROHA「スペシャル」 7. 狐火「かかと着く頃には」 8. Creepy Nuts「スポットライト」 9. 志磨参兄弟「火男-ひょっとこ-」 10. 10-FEET「少し眠っていたんだ」 11. 佐藤千亜妃「STAR」 12. パスピエ「正しいままではいられない」 13. フラワーカンパニーズ「人生 GOES ON」 | ユニバーサル ミュージック/ZEN MUSIC |